# Майор государственной безопасности
Майо́р госуда́рственной безопа́сности — специальное звание сотрудников начальствующего состава НКВД и НКГБ СССР в период 1935—1945 годов (кроме военнослужащих войск НКВД и сотрудников Рабоче-крестьянской милиции НКВД СССР). Нижестоящее специальное звание — капитан государственной безопасности, следующее по рангу — старший майор государственной безопасности (до 1943 года).
Специальное звание майор государственной безопасности (1 ромб в петлицах образца 1937—1943 годов ) в данный период условно соответствовало воинскому званию комбриг РККА, после 1943 года — соответствовало воинскому званию майор.

## История звания
|                  | 1936                                     | 1937               | 1937         |
| ---------------- | ---------------------------------------- | ------------------ | ------------ |
|                  | гимнастерка, френч, плащ и пальто-реглан | гимнастерка, френч | плащ, шинель |
| петлицы          |                                          |                    |              |
| нарукавные знаки |                                          |                    |              |

Специальное звание майор государственной безопасности было введено Постановлениями ЦИК СССР № 20 и СНК СССР № 2256 от 7 октября 1935 года, объявленных Приказом НКВД СССР № 319 от 10 октября 1935 года для начальствующего состава ГУГБ НКВД СССР.
Указом Президиума ВС СССР от 9 февраля 1943 года, вводившим специальные звания сотрудников органов НКВД, сходные с общевойсковыми, звание майор государственной безопасности было переведено в категорию специальных званий старшего начальствующего состава, и условно приравнено к воинскому званию майор РККА (до этого оно условно соответствовало воинскому званию высшего командного состава РККА — комбриг).
Указом Президиума ВС СССР от 6 июля 1945 года, вводившим воинские звания для сотрудников органов НКВД и НКГБ СССР аналогичные общевойсковым, звание майор государственной безопасности было упразднено.

## Знаки различия
Приказами № 396 (по ГУГБ) и № 399 (по ГУПВО) от 27 декабря 1935 года: одна красная суконная звездочка с золотым ободком на обоих рукавах; петлицы - с золотистым просветом. С 30 апреля 1936 г - дополнительно на петлицы установлена звездочка желтого металла.
Приказом НКВД № 278 от 15 июля 1937 года: знаки различия майора государственной безопасности — один ромб в петлицах.
Приказом НКВД № 126 от 18 февраля 1943 года, в соответствии с Указом ПВС СССР «О введении новых знаков различия для личного состава органов и войск НКВД» от 9 февраля 1943 года, вместо существующих петлиц были введены новые знаки различия — погоны, а также утверждены правила ношения формы одежды личным составом органов и войск НКВД CCCP.